# James Parkinson
James Parkinson (London, 1755. április 11. – London, 1824. december 21.) angol gyógyszerész és sebész, geológus, paleontológus és politikai aktivista. Az 1817-es Egy tanulmány a remegő bénulásról (An Essay on the Shaking Palsy) című munkája tette őt híressé, amiben elsőként írta le a „reszkető bénulást” („Paralysis agitans”), azt az állapotot, amit később Jean-Martin Charcot átnevezett Parkinson-kórnak.

## Élete
James Parkinson 1755-ben Shoreditch-ben, Londonban, Angliában született. Apja, John Parkinson, gyógyszerész-sebészként a londoni Hoxton Square-n praktizált. 1784-ben a City of London Corporation elismerte Parkinsont sebésznek. 
1783. május 21-én elvette feleségül Mary Dale-t, akivel közösen hat gyermeket neveltek fel később. Nem sokkal később, hogy megházasodott, átvette apja praxisát a Hoxton Square-en. Úgy gondolta, hogy minden valamirevaló orvosnak tudnia kell gyorsan írni, kiváló gyorsíró lett.

## Politika
A virágzó orvosi gyakorlata mellett nagyon érdekelte a geológia, az őslénytan és az aktuális, napi politika. Erős támogatója, védelmezője volt a nem kiváltságosoknak, a hátrányos helyzetűeknek, és nyíltan támadta a Pitt-kormányt. 
Korai karrierjét tönkretette az, hogy számos szociális és forradalmi ügyben, perben vett részt, és néhány történész szerint nagy valószínűséggel a francia forradalmat is erősen támogatta. Közel húsz politikai pamfletet publikált a francia forradalom utáni időszakban, amikor is Angliában politikai zűrzavar uralkodott. Saját és írói álneve („Öreg Hubert”) alatt megjelent írásaiban radikális társadalmi reformokért állt ki.
Követelte a nép képviseletét az Alsó Házban, az évenként ülésező parlament és az általános választójog bevezetését. Tagja volt több titkos politikai társaságnak, például a London Corresponding Society-nek is. 1792-ben a szervezeti tagsága ahhoz vezetett, hogy eskü alatt hallgassák ki, még azelőtt, hogy William Pitt és a királyi államtanács bizonyítékokat szolgáltatott volna a III. György király elleni koholt összeesküvésről. Parkinson mindaddig megtagadta a vallomástételt a „Pop-gun Plot” („Játékfegyver összeesküvés”)-ben való részvételéről, amíg bizonyossá nem vált számára, hogy nem kényszerítik arra, hogy önmagát vádolja meg, bevallja részvételét. A „Pop-gun Plot” terv az volt, hogy egy játékfegyverből kilőtt mérgezett nyilat használnak, hogy a király uralkodása korábban befejeződjön. Soha nem hoztak fel Parkinson ellen semmilyen vádat, de sok barátja sínylődött börtönben, mielőtt felmentették volna őket.

## Orvostudomány
Parkinson elfordult viharos politikai karrierjétől, és 1799 és 1807 között számos orvosi műve jelent meg, köztük egy a köszvényről írt munkája 1805-ben. Ő is egyik szerzője volt azon legkorábbi írásoknak, amelyek a hashártyagyulladás témájában jelentek meg az angol orvosi szakirodalomban.
Parkinson volt az első, aki szisztematikusan leírt hat beteget, akik a nevét viselő kór tüneteit hordozták. Ezeket a betegeket nem hivatalosan vizsgálta meg, hanem napi sétája alkalmával figyelte meg őket, és néhány esetben a betegek egyszerű vizsgálatával, megkérdezésével nyerte a kórtörténetet. Jean-Martin Charcot volt az, aki megalkotta a Parkinson-kór kifejezést több, mint hatvan évvel később.

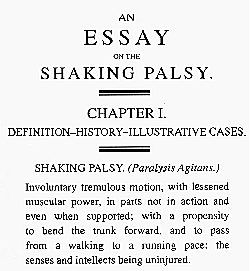
J. Parkinson: A Parkinson-kór első leírása kötetben (1817)

Parkinsont a lakosság általános egészségének és jólétének javítása is érdekelte. Sok orvosi tantételt írt, amelyekben hasonló lelkesedést, buzgalmat mutatott az emberek egészsége és jóléte iránt, mint amit politikai aktivitásával fejezett ki. Ő volt a mentális betegek, valamint orvosaik és családjaik jogi védelmének keresztes lovagja. 
1812-ben segített fiának az első angolul leírt vakbél esetnél, és az első olyan esetnél, amelyben a halál okaként nevezték meg a perforációt.
A jobb oldali képen látható James Parkinson leghíresebb munkájának, a Tanulmány a remegő bénulásról (An Essay on the Shaking Palsy, 1817) első oldala. Ebben a művében adott elsőként leírást a később nevét viselő betegségről.

## Tudomány
Parkinson érdeklődése fokozatosan az orvoslásról a természet felé fordult, főleg a geológia és a paleontológia új területeire. A 18. század második felében fosszíliákat és fosszíliák rajzait kezdte el gyűjteni. Gyermekeit és barátait kirándulásokra vitte el, ahol növényi és állati fosszíliákat gyűjtöttek és tanulmányoztak. Meghiúsult az a törekvése, hogy többet tudjon meg a fosszíliák azonosításáról és értelmezéséről az elérhető angol szakirodalom hiánya miatt. Ezért úgy döntött, hogy saját maga fog bevezetést írni a fosszíliák tudományágához, és ezzel tökéletesíti a témakör anyagait.
Első, A régi világ szerves maradványai („Organic Remains of a Former World”) című könyve 1804-ben jelent meg, színes metszetekkel illusztrálva.

Második kötetét 1808-ban, harmadik kötetét pedig 1811-ben publikálta. Mindegyik művét ő maga illusztrálta, néhány lemezt pedig lánya, Emma színezett ki. Gideon Mantell dicsérte, hogy könyve „az első kísérlet arra, hogy közvetlen stílusú és tudományos beszámoló szülessen a fosszíliákról”. Gideon Mantell később felhasználta ezeket a lemezeket. 1822- ben jelent meg a rövidebb, „A paleontológia elemei: bevezetés a fosszilis szerves maradványok, különösen a brit kőzetrétegekben találtak tanulmányozásába” („Elements of Oryctology: an Introduction to the Study of Fossil Organic Remains, especially of those found in British Strata”).
Parkinson több tanulmányával is hozzájárult William Nicholson „A Természeti Filozófia, Kémia és Művészetek Lapjához”, és a Földtani Társulat Ügyleteinek első, második és ötödik kötetéhez.

1807. december 13-án Parkinson és számos előkelő úr találkozott a Szabadkőművesek Kocsmájában, Londonban. A gyűlésen olyan híres emberek voltak jelen, mint Sir Humphry Davy, Arthur Aikin és George Bellas Greenough. Ez volt a Londoni Geológiai Társaság első gyűlése. 
Parkinson a katasztrofizmus irányzatához tartozott, ami arra a hitre vonatkozott, hogy a Föld geológiáját és bioszféráját egy nagy természeti csapás alakította ki nemrég. Hivatkozott a Teremtés könyvében található nagy özönvízre, és szilárdan hitt abban, hogy a teremtés és a pusztulás Isten keze által vezérelt folyamatok. A Teremtéssel kapcsolatos véleménye az volt, hogy minden egyes „nap” valójában hosszabb periódus volt, talán több tízezer évig is tarthatott. 

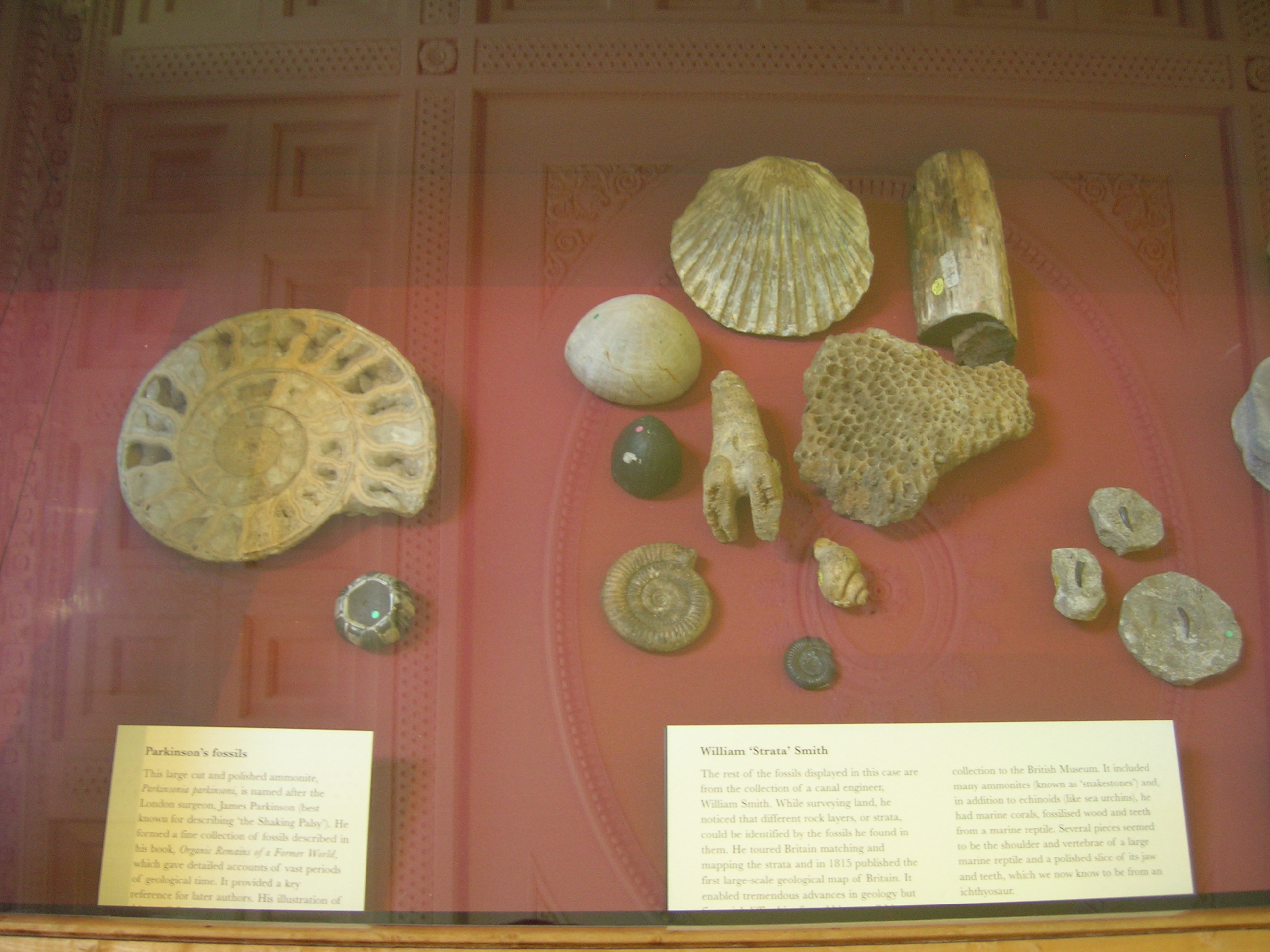
Fosszíliák

A mellékelt kép bal oldalán láthatóak Parkinson fosszíliái. A nagy, vágott és csiszolt ammoniteszt, a Parkinsonia parkinsoni-t James Parkinsonról nevezték el. Parkinson szép fosszília-gyűjteményt hozott létre, amiről a A régi világ szerves maradványai („Organic Remains of a Former World”) című könyvében írt, és amelyben részletes beszámolót ad a geológiai idő hosszú periódusáról. Ez a könyv a későbbi szerzők számára fontos hivatkozási alapként szolgált.

## Megemlékezések
Parkinson életére emlékeznek egy kőtáblán a shoreditch-i St. Leonard templomban, ahol a gyülekezet tagja volt, és sírja is a St. Leonard temetőjében található. Ezenkívül egy kék emléktábla jelzi házának helyét a Hoxton Square-n. Továbbá több fosszíliát is róla neveztek el. Születésnapja, április 11. 1997 óta a Parkinson-kór világnapja.

## Fordítás
- Ez a szócikk részben vagy egészben  a   James Parkinson című angol Wikipédia-szócikk fordításán alapul.  Az eredeti cikk szerkesztőit annak laptörténete sorolja fel. Ez a jelzés csupán a megfogalmazás eredetét és a szerzői jogokat jelzi, nem szolgál a cikkben szereplő információk forrásmegjelöléseként.